# Senglea
Senglea (in maltese L-Isla) è una città della Regione Sudorientale di Malta. Assieme a Cospicua e Vittoriosa, forma la conurbazione affacciata sul Porto Grande nota come le Tre Città. Il nome della località deriva dal Gran maestro Claude de la Sengle.

## Geografia
Senglea sorge su una penisola situata sulla sponda sud del Porto Grande.

## Storia
Nel 1311, su quella che allora un'isola, fu fondata una cappella dedicata a San Giuliano. 
L'8 maggio 1552 fu posata la prima pietra del Forte San Michele, ultimato poi l'anno seguente. Negli anni successivi sorse attorno alla fortificazione un centro abitato ribattezzato in onore del Gran maestro Claude de la Sengle.
Durante l'assedio ottomano del 1565 Senglea, roccaforte dei Cavalieri di Malta, rimase inespugnata guadagnandosi così dal Gran maestro Jean de la Valette il titolo onorifico di Città Invicta.
Durante la seconda guerra mondiale la cittadina venne devastata dai bombardamenti dell'Asse per la vicinanza con i cantieri navali di Malta, in particolare il 16 gennaio 1941, quando nel corso di un attacco aereo della Luftwaffe contro la portaerei britannica HMS Illustrious, ancorata nei pressi di Senglea, si contarono anche una ventina di vittime civili.

## Monumenti e luoghi d'interesse
- Basilica della Natività di Maria
- Chiesa di San Filippo
- Chiesa di San Giuliano
- Forte San Michele

## Amministrazione

### Gemellaggi
Senglea è gemellata con:
- Cassino, dal 2003[4]
- Fara San Martino, dal 2011[5].